# Качала, Стефан Теодорович
Стефа́н Теодорович Кача́ла (1815, с. Фирлеев (теперь с. Липовка Ивано-Франковской области) —1888, с. Шельпаки (сейчас Тернопольской области) Украина) — украинский писатель и общественный деятель.
Из крестьян, священник. В 1848 содействовал возникновению политического общества «Головна Руска Рада» и общества научно-литературного «Галицко-русской матицы», был членом-основателем «Народного Дома» и издательского общества «Просвита», составлял книги для народного чтения, участвовал в создании и деятельности возникших в 1870-х годах: «Товариства имени Шевченко» и «Русске товариство педагогичне», в 1885 — в учреждении нового политического общества «Народна Рада».
В 1879 Качала опубликовал крупное историческое исследование «Polityka Polaków wzgledem Rusi», напечатанное (с небольш. сокращ.) в «Киевской старине» 1885 под заглавием «Очерк истории Юго-Западной Руси». Качала был членом галицийского сейма с 1861 по день смерти, а одно время — депутатом в венском рейхсрате. В положении небогатого сельского священника Качала являлся щедрым жертвователем на все народно-общественные предприятия.
В 1900 г. на кладбище в с. Шельпаки на могиле писателя и общественного деятеля С. Качала скульптор Ю. Марковский выполнил надгробие.